# Eremophila verrucosa
Eremophila verrucosa är en flenörtsväxtart. Eremophila verrucosa ingår i släktet Eremophila och familjen flenörtsväxter.

## Underarter
Arten delas in i följande underarter:
- E. v. brevistellata
- E. v. verrucosa